# Айлей
А́йлей (англ. Islay МФА: [ˈaɪlə]о файле, гэльск. Ìle МФА: [ˈiːlə]о файле) — самый южный остров в архипелаге Внутренних Гебридских островов, на западе Шотландии. Входит в состав округа Аргайл-энд-Бьют и расположен к западу от острова Джура и приблизительно в 40 км к северу от ирландского побережья, которое в хорошую погоду можно разглядеть невооруженным глазом. На гэльском языке говорит примерно до одной трети населения острова. Административный центр острова — городок Боумор (англ. Bowmore), известен особенной круглой церковью Килэроу (англ. Kilarrow). Порт-Эллен (англ. Port Ellen) же является самым большим населенным пунктом.
Остров связан паромами с островами Джура и Колонсей и большой землей (Обан). Также из аэропорта Айлей выполняются рейсы в Глазго международный, Колонсей и Обан.

## Экономика
Остров известен своим виски с особым дымным характером, на нем расположено несколько известных винокурен: Ardbeg, Bowmore, Bruichladdich, Bunnahabhain, Caol Ila, Kilchoman, Lagavulin, Laphroaig. Благодаря разнообразию производимого местными винокурнями виски остров отнесён к отдельному региону производства виски.